# Eugenia jambosoides
Eugenia jambosoides är en myrtenväxtart som beskrevs av Charles Wright och August Heinrich Rudolf Grisebach. Eugenia jambosoides ingår i släktet Eugenia och familjen myrtenväxter. Inga underarter finns listade i Catalogue of Life.